# Beaumesnil (Calvados)
 Beaumesnil  es una población y comuna francesa, situada en la región de Baja Normandía, departamento de Calvados, en el distrito de Vire y cantón de Saint-Sever-Calvados.

## Demografía
| 211 | 201 | 194 | 152 | 177 | 188 |
| Para los censos de 1962 a 1999 la población legal corresponde a la población sin duplicidades (Fuente: INSEE [Consultar]) |     |     |     |     |     |